# Lykourgos Angelopoulos

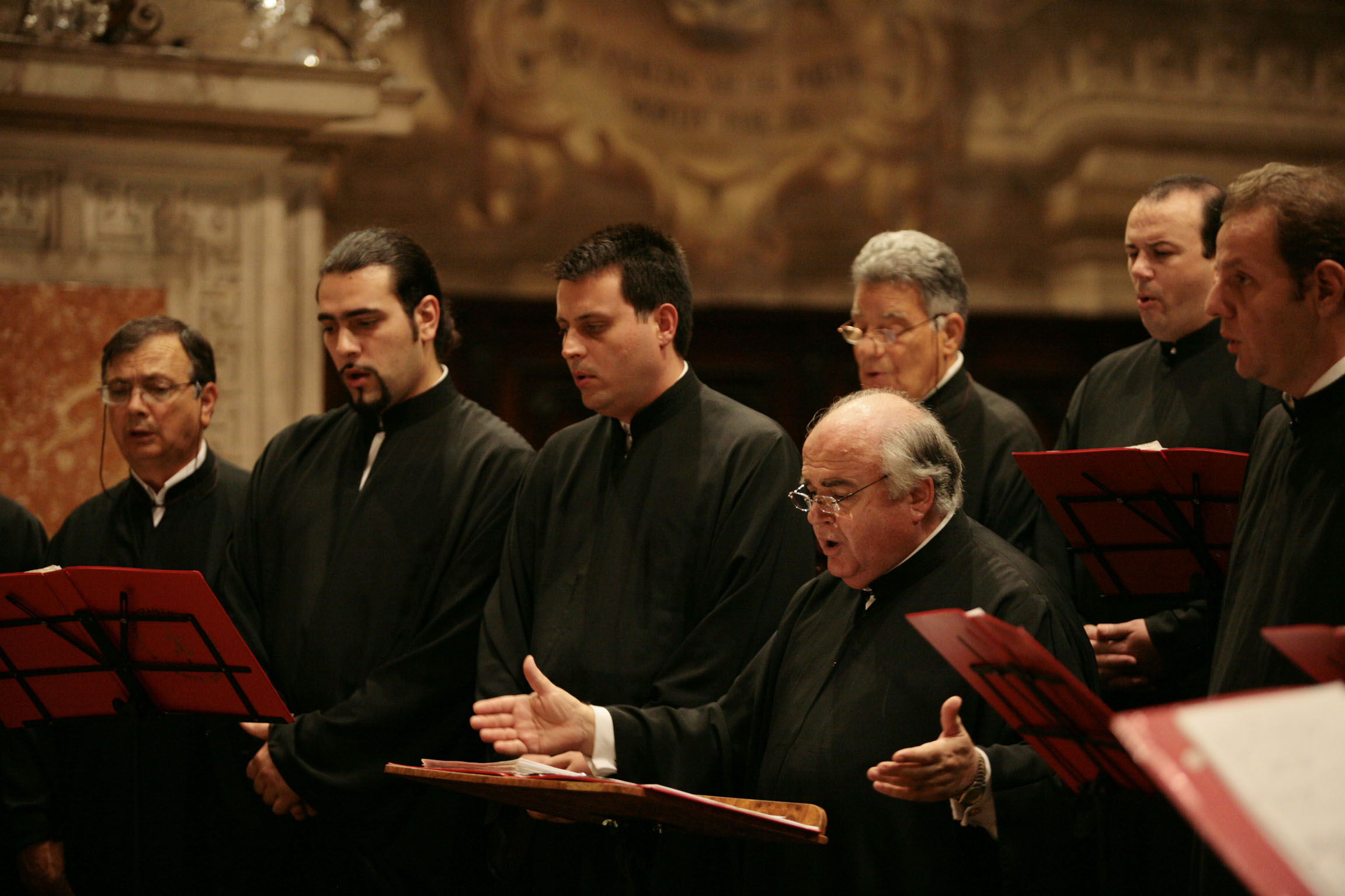
Angelopoulos en una presentación en 2008.

Licurgo Angelopoulos (griego: Λυκούργος Αγγελόπουλος; 1941 - 18 de mayo de 2014) fue un cantante griego. Fue profesor en la Escuela de Canto Bizantino en el Conservatorio de Atenas, el fundador y director del coro griego bizantino y Protopsaltes Archon (protopsaltes principal) del Patriarcado de Constantinopla.

## Biografía
Lykourgos Angelopoulos había publicado sus propias ediciones de acuerdo con la reintroducción de signos tomados de la notación bizantina tardía. Simon Karas las tradujo en el contexto rítmico de notación neobizantino como ornamentos. En cuanto a la práctica del performance, el coro sigue 'innovaciones y su interpretación de los modos bizantinos, debido al uso de la notación neumática "extendida" de Lykourgos Angelopoulos en sus propias ediciones de canto manuscritas. En una contribución a una conferencia musicológica en Delfos (1986), Lykourgos Angelopoulos explicó su actitud hacia la tradición viva y con el nuevo método, en general, y las ediciones basadas en el método de Simon Karas en particular. Murió a la edad de 73 años el 18 de mayo de 2014.

### Obras

#### Ensayos
- Angelopoulos, Lykourgos (1986).  Terzopoulos, Konstantinos, ed. The Importance of Simon Karas’ Research and Teaching Regarding the Taxonomy and Transcription of the Effect of the Signs of Cheironomy: Oral Interpretation of the Written Interpretation. Translation of Angelopoulos' contribution at the Delphi Musicological Conference, 4–7 September 1986. Psaltiki Journal. Archivado desde el original el 8 de octubre de 2012. Consultado el 3 de febrero de 2013.
- Angelopoulos, Lykourgos (12 de noviembre de 2000). «Η τεχνική του ισοκρατήματος στη νεώτερη μουσική πραξή». Athens: Lykourgos Angelopoulos. Consultado el 3 de febrero de 2013.

#### Ediciones
- Konstantinou, Georgios N. (1997). Θεωρία καί Πράξη τῆς Ἐκκλησιαστικῆς Μουσικῆς. Athens: Nektarios D. Panagopoulos.
- Petros Peloponnesios. «Doxastikon oktaechon Θεαρχίῳ νεύματι, echos protos». Consultado el 3 de febrero de 2013.

#### Interpretaciones
- Koukouzeles, John. «Polyeleos-Psalm (kalophonic setting of Ps. 2:2) Τότε λαλήσει προς αυτούς εν οργή Αυτού [Then He shall speak to them in His anger], echos plagios tetartos». Consultado el 3 de febrero de 2013.
- Chourmouzios Chartophylakos. «Kratema, echos tritos». Consultado el 3 de febrero de 2013.

### Retratos
- «Homage for Lykourgos Angelopoulos». musicale. Consultado el 3 de febrero de 2013.
- «Ελληνική Βυζαντινή Χορωδία (ΕΛΒΥΧ) / The Greek Byzantine Choir». Analogion. Archivado desde el original el 16 de junio de 2007. Consultado el 3 de febrero de 2013.
- Mille, Olivier; Colosimo, Jean-François (1999). «Extract from the French Documentary "Le Silence des anges - Terres et voix de l'Orient orthodoxe"». France, Belgique. Consultado el 3 de febrero de 2013.

### Taller
- Angelopoulos, Lykourgos; Alexander Lingas (translator) (2008). «Organizing a Byzantine Choir (90 min)». Second Symposium on Byzantine Music Education (2008). Axion Estin Foundation. Consultado el 3 de febrero de 2013.

### Controversias sobre la Escuela Karas
- «Σχολή Σίμωνος Καρά / Simon Karas' school». Analogion. Archivado desde el original el 30 de julio de 2012. Consultado el 3 de febrero de 2013.—«Analogion Page about Karas School commented by Georgios Michalakis with further links». Georgios K. Michalakis. Consultado el 3 de febrero de 2013.; see also his excerpts of Angelopoulos' paper in 2002.
- «Η σημειογραφία του Σίμωνος Καρά Κριτική θεώρηση / The Notation of Simon Karas: An Evaluation». Archivado desde el original el 17 de junio de 2012. Consultado el 23 de julio de 2012.

- Datos: Q1718062
- Multimedia: Lykourgos Angelopoulos / Q1718062